# Таунсънд
Таунсънд (на английски: Townsend) е град в окръг Броудуотър, щата Монтана, САЩ. Таунсънд е с население от 1867 жители (2000) и обща площ от 4,1 km². Намира се на 1171 m надморска височина. ЗИП кодът му е 59644, а телефонният му код е 406.